# Braunmäuse
Die Braunmäuse (Scotinomys) sind eine in Mittelamerika lebende Nagetiergattung aus der Gruppe der Neuweltmäuse. Sie umfasst zwei Arten.
Braunmäuse sind relativ kleine Neuweltmäuse, sie erreichen eine Kopfrumpflänge von 8 bis 8,5 Zentimeter und eine Schwanzlänge von 5 bis 7 Zentimeter. Das Gewicht beträgt 12 bis 15 Gramm. Das Fell ist an der Oberseite gelblichbraun oder rötlichbraun, die Unterseite ist hellbraun. Die Ohren, die Pfoten und der Schwanz sind schwarz.
Das Verbreitungsgebiet dieser Nagetiere erstreckt sich vom südlichen Mexiko bin ins westliche Panama. Sie bevorzugen felsiges Terrain, wahlweise in Savannen oder Wäldern. Sie sind tagaktiv, zum schnelleren Vorankommen legen sie Trampelpfade im Unterholz an. Ihre Nahrung besteht aus Insekten.
Die Paarung kann das ganze Jahr über erfolgen, das Weibchen kann im Intervall von einem Monat seine Würfe austragen. Die Tragzeit beträgt rund 30 Tage, die Wurfgröße eins bis fünf (meist zwei oder drei). Nach 18 bis 24 Tagen werden die Jungen entwöhnt und sind mit 5 bis 8 Wochen geschlechtsreif. Beide Arten sind laut IUCN nicht gefährdet.
Es werden zwei Arten unterschieden:
- Scotinomys teguina (Alston-Braunmaus) ist vom südlichen Mexiko bis ins westliche Panama verbreitet. Sie ist durch ein kurzes, raues Fell charakterisiert.
- Scotinomys xerampelinus (Chiriqui-Braunmaus) kommt in Costa Rica und Panama vor. Ihr Fell ist länger und weicher.

Ihre nächsten Verwandten sind die Amerikanischen Zwergmäuse (Baiomys), mit denen sie gemeinsam die Gattungsgruppe der Baiomyini innerhalb der Neotominae bilden.